# Flugplatz Lublin-Radawiec

i7
i11
i13
Der Flugplatz Lublin-Radawiec (polnisch Lotnisko Lublin-Radawiec, (ICAO-Code: EPLR)) ist ein ziviler Sportflugplatz des Aeroklub Lubelski im Dorf Radawiec Duży der Landgemeinde Konopnica, Polen. Er liegt etwa elf Kilometer westlich des Zentrums der Großstadt Lublin.
Die beiden Start- und Landebahnen sind aus Gras. Am Platz ist ein Rettungshubschrauber vom Typ Eurocopter EC-135 stationiert. Saisonal ist er auch Basis für Agrarflugzeuge des Typs PZL M18 Dromader, die hauptsächlich zur Bekämpfung von Waldbränden eingesetzt werden.

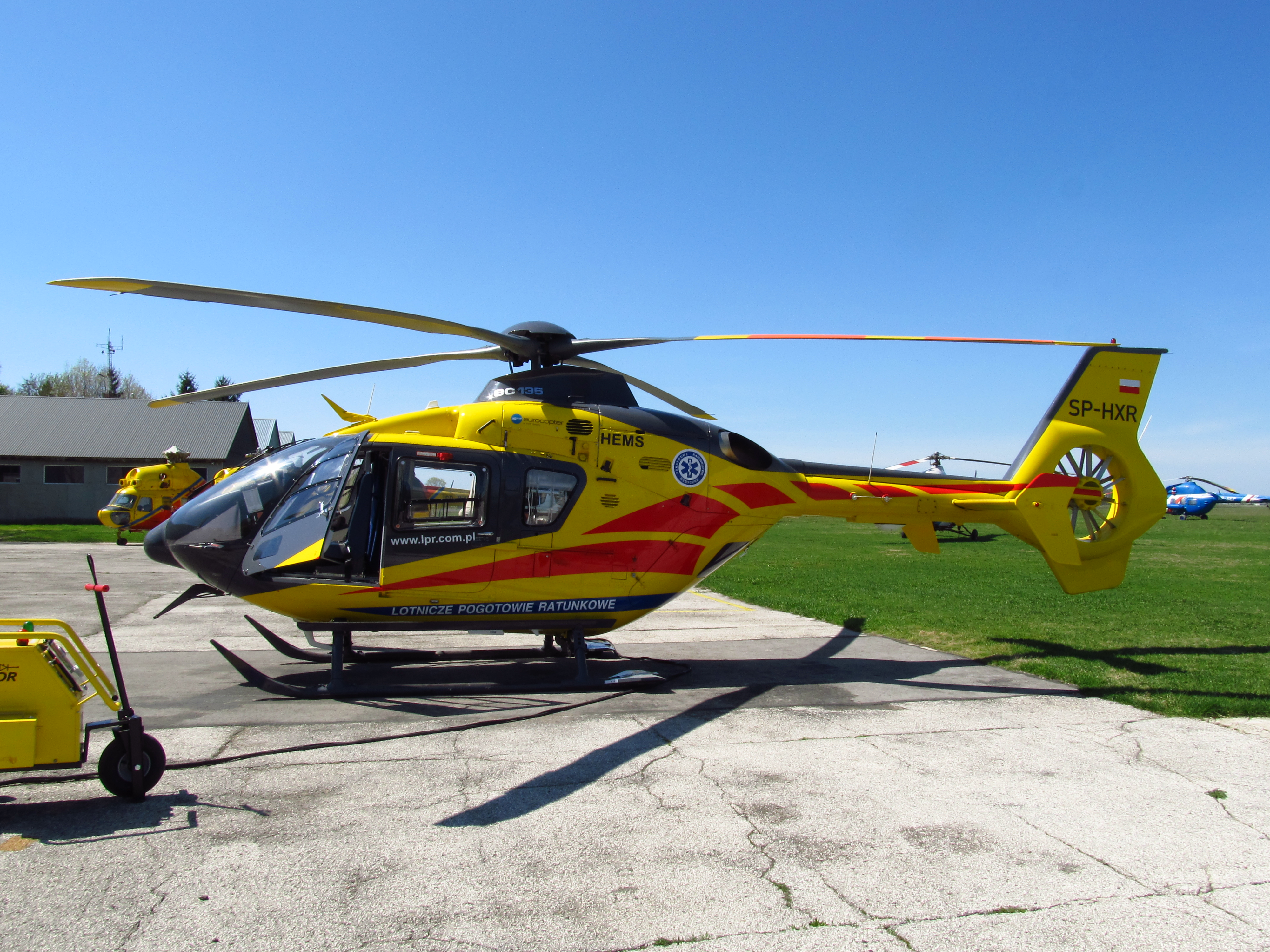
Der Lubliner Rettungshubschrauber EC-135